# 국제호소환경위원회
국제호소환경위원회(国際湖沼環境委員会, International Lake Environment Committee)는 1986년 일본에서 설립된 것으로 호소환경 보전을 위한 국제협력을 촉진하고 세계 호소의 친환경관리를 증진하는 것을 목적으로 하며, 세계호소회의(World Lakr Conference)를 개최한다. 본부는 일본의 비와호변에 위치하고 있다.